# Coupe d'Afrique des nations de football 1970
Navigation
Éthiopie 1968 Cameroun 1972

La Coupe d'Afrique des nations de football 1970 a lieu au Soudan en février 1970. C'est la deuxième fois que le pays accueille la compétition, treize ans après l'édition inaugurale de 1957.
Vingt-et-une sélections sont inscrites aux éliminatoires, qui délivrent six billets pour la phase finale, toujours jouée avec huit équipes. Deux d'entre elles sont qualifiées d'office : il s'agit du Soudan, pays organisateur, et de la République démocratique du Congo, vainqueur de l'édition précédente. Les huit qualifiés sont répartis en deux poules de quatre équipes, dont les deux premiers accèdent aux demi-finales. Ce format va rester identique jusqu'à l'édition 1992.
C'est le pays hôte, le Soudan, qui remporte le trophée après avoir battu le Ghana lors de la finale à Khartoum sur le score d'un but à zéro. C'est le tout premier titre de champion d'Afrique pour les Aigles de Jediane. Quant aux Ghanéens, ils disputent là leur quatrième finale continentale consécutive (dont deux gagnées).
L'Éthiopie est la seule sélection à avoir pris part à toutes les éditions de la CAN depuis sa création. À l'inverse, les équipes du Cameroun et de Guinée participent là à leur première Coupe d'Afrique des nations. À noter que cette édition est jusqu'à présent la dernière à avoir réuni les vainqueurs de toutes les éditions précédentes, avec le retour de l'Égypte, deux fois sacrée en 1957 et 1959 et absente du tournoi lors des deux dernières éditions.

## Phase finale
Participants
| Pays                             | Qualification     | Participations                         |
| -------------------------------- | ----------------- | -------------------------------------- |
| Soudan                           | Pays organisateur | 3 (1957, 1959, 1963)                   |
| République démocratique du Congo | Tenant du titre   | 2 (1965, 1968)                         |
| Éthiopie                         | Tour préliminaire | 6 (1957, 1959, 1962, 1963, 1965, 1968) |
| Ghana                            | Tour préliminaire | 3 (1963, 1965, 1968)                   |
| Guinée                           | Tour préliminaire | Première participation                 |
| Côte d'Ivoire                    | Tour préliminaire | 2 (1965, 1968)                         |
| Cameroun                         | Tour préliminaire | Première participation                 |
| République arabe unie            | Tour préliminaire | 5 (1957, 1959, 1962, 1963)             |

### Premier tour

#### Groupe A
| Rang | Équipe        | Pts | J | G | N | P | Bp | Bc | Diff |
| ---- | ------------- | --- | - | - | - | - | -- | -- | ---- |
| 1    | Côte d'Ivoire | 4   | 3 | 2 | 0 | 1 | 9  | 4  | +5   |
| 2    | Soudan        | 4   | 3 | 2 | 0 | 1 | 5  | 2  | +3   |
| 3    | Cameroun      | 4   | 3 | 2 | 0 | 1 | 7  | 6  | +1   |
| 4    | Éthiopie      | 0   | 3 | 0 | 0 | 3 | 3  | 12 | -9   |

1re journée
| 6 février 1970 | Cameroun                  | 3 - 2 | Côte d'Ivoire | Stade municipal, Khartoum |  |
|                | Koum 57e 66e · N'Doga 60e |       | 25e 45e Pokou |                           |  |

| 6 février 1970 | Soudan                                 | 3 - 0 | Éthiopie | Stade municipal, Khartoum |
|                | Gagarine 43e · Hasabu 47e · Djaksa 85e |       |          |                           |

2e journée
| 8 février 1970 | Cameroun                                   | 3 - 2 | Éthiopie      | Stade municipal, Khartoum |  |
|                | Tsébo 21e · Manga Onguéné 43e · N'Doga 70e |       | 12e 75e Worku |                           |  |

| 8 février 1970 | Côte d'Ivoire | 1 - 0 | Soudan | Stade municipal, Khartoum |
|                | Tahi 89e      |       |        |                           |

3e journée
| 10 février 1970 | Côte d'Ivoire                           | 6 - 1 | Éthiopie  | Stade municipal, Khartoum |  |
|                 | Losseni 16e · Pokou 21e 60e 71e 80e 87e |       | 33e Worku |                           |  |

| 10 février 1970 | Soudan                  | 2 - 1 | Cameroun  | Stade municipal, Khartoum |  |
|                 | Djaksa 20e · Hasabu 60e |       | 34e Tsébo |                           |  |

#### Groupe B
| Rang | Équipe                           | Pts | J | G | N | P | Bp | Bc | Diff |
| ---- | -------------------------------- | --- | - | - | - | - | -- | -- | ---- |
| 1    | République arabe unie            | 5   | 3 | 2 | 1 | 0 | 6  | 2  | +4   |
| 2    | Ghana                            | 4   | 3 | 1 | 2 | 0 | 4  | 2  | +2   |
| 3    | Guinée                           | 2   | 3 | 0 | 2 | 1 | 4  | 7  | -3   |
| 4    | République démocratique du Congo | 1   | 3 | 0 | 1 | 2 | 2  | 5  | -3   |

1re journée
| 7 février 1970 | Ghana         | 2 - 0 | République démocratique du Congo | Stade municipal, Wad Madani |
|                | Owusu 29e 32e |       |                                  |                             |

| 7 février 1970 | République arabe unie                                 | 4 - 1 | Guinée            | Stade municipal, Wad Madani |  |
|                | Abo Greisha 5e 10e · Basri 66e · El-Chazly 73e (pen.) |       | 25e (pen.) Edenté |                             |  |

2e journée
| 9 février 1970 | Guinée                            | 2 - 2 | République démocratique du Congo | Stade municipal, Wad Madani |  |
|                | Petit Sory 5e · Edenté 55e (pen.) |       | 70e Kalonzo · 72e Mungamuni      |                             |  |

| 9 février 1970 | République arabe unie | 1 - 1 | Ghana      | Stade municipal, Wad Madani |  |
|                | Bazooka 70e           |       | 60e Sunday |                             |  |

3e journée
| 11 février 1970 | Guinée   | 1 - 1 | Ghana     | Stade municipal, Wad Madani |  |
|                 | Tolo 10e |       | 50e Owusu |                             |  |

| 11 février 1970 | République arabe unie | 1 - 0 | République démocratique du Congo | Stade municipal, Wad Madani |
|                 | Abo Greisha 71e       |       |                                  |                             |

### Demi-finales
| 14 février 1970 | Côte d'Ivoire | 1 - 2 a.p. | Ghana                   | Stade municipal, Khartoum |  |
|                 | Losseni 78e   |            | 21e Sunday · 100e Jabir |                           |  |

| 14 février 1970 | République arabe unie | 1 - 2 a.p. | Soudan            | Stade municipal, Khartoum |  |
|                 | El-Chazly 84e         |            | 83e 102e El-Issed |                           |  |

### Match pour la3eplace
| Entraîneur :                 |
| Mohamed Abdou Saleh El-Wahsh |

| Entraîneur :     |
| Peter Schnittger |

| Entraîneur :                 |
| Mohamed Abdou Saleh El-Wahsh |

| Entraîneur :     |
| Peter Schnittger |

### Finale
| Entraîneur :  |
| Jiří Starosta |

| Entraîneur : |
| Ben Koufie   |

| Entraîneur :  |
| Jiří Starosta |

| Entraîneur : |
| Ben Koufie   |

### Résumé par équipe
| Équipe                           | Matches | Victoires | Nuls | Défaites | BP | BC | Diff. | Progression             |
| -------------------------------- | ------- | --------- | ---- | -------- | -- | -- | ----- | ----------------------- |
| Soudan                           | 5       | 4         | 0    | 1        | 8  | 3  | +5    | Vainqueur               |
| Ghana                            | 5       | 2         | 2    | 1        | 6  | 4  | +2    | Finaliste               |
| République arabe unie            | 5       | 3         | 1    | 1        | 10 | 5  | +5    | Demi-finale (troisième) |
| Côte d'Ivoire                    | 5       | 2         | 0    | 3        | 11 | 9  | +2    | Demi-finale (quatrième) |
| Cameroun                         | 3       | 2         | 0    | 1        | 7  | 6  | +1    | Premier Tour            |
| Guinée                           | 3       | 0         | 2    | 1        | 4  | 7  | -3    | Premier Tour            |
| République démocratique du Congo | 3       | 0         | 0    | 3        | 2  | 5  | -3    | Premier Tour            |
| Éthiopie                         | 3       | 0         | 0    | 3        | 3  | 12 | -9    | Premier Tour            |

## Équipe type de la compétition
| Gardien | Défenseurs | Milieux | Attaquants | Sélectionneur |
| ------- | ---------- | ------- | ---------- | ------------- |
|         |            |         |            | Jiří Starosta |

## Meilleurs buteurs
- 8 buts :
  -  Laurent Pokou

- 5 buts :
  -  Hassan El-Chazly

- 3 buts :
  -  El-Issed
  -  Mengistu Worku
  -  Owusu
  -  Ali Abo Greisha